# Scotopteryx graslinaria
Scotopteryx graslinaria är en fjärilsart som beskrevs av Culot 1919. Scotopteryx graslinaria ingår i släktet backmätare, och familjen mätare. Inga underarter finns listade.